# 20Q

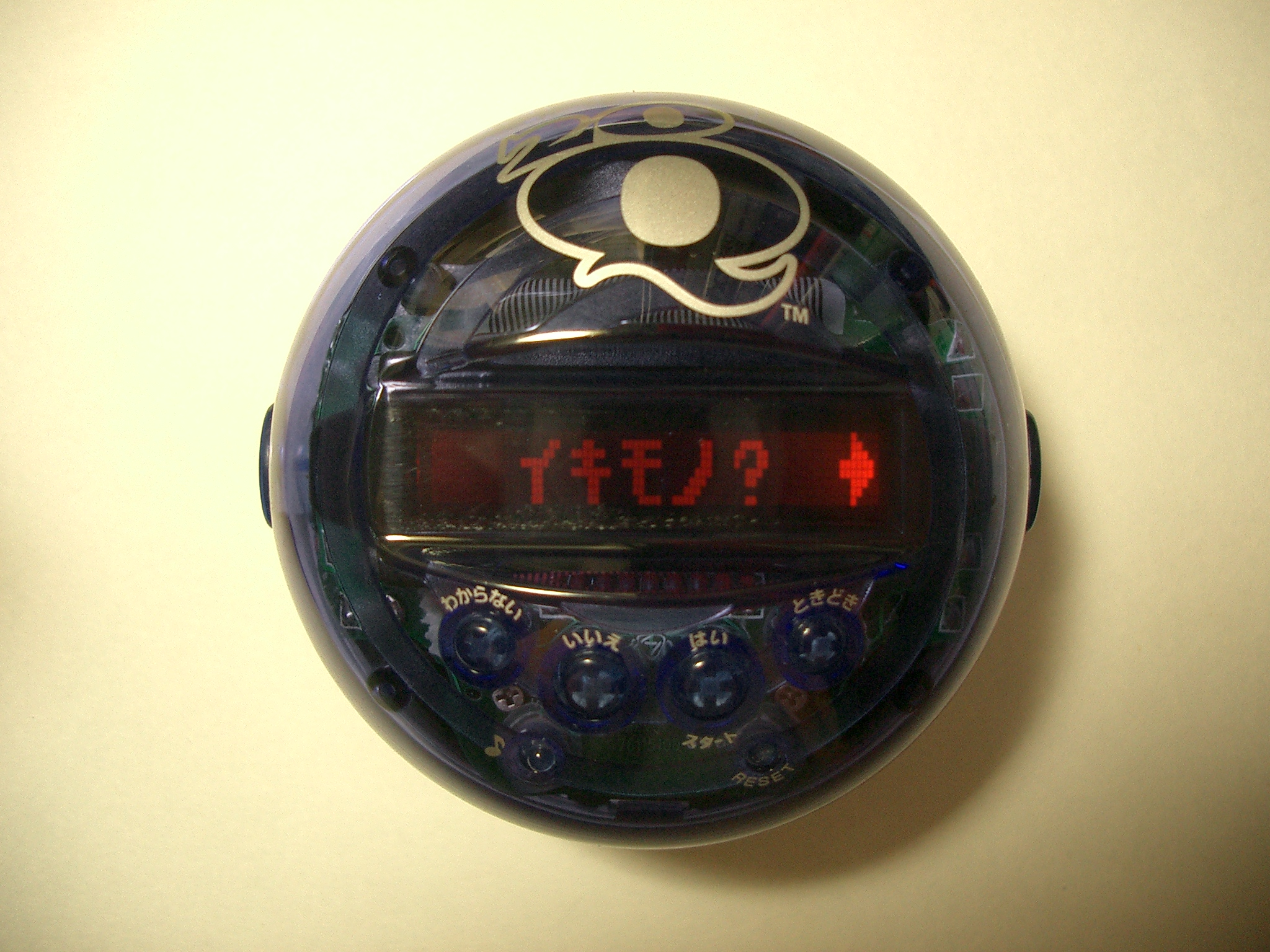
玩具版の20Q（ブルー）

20Q（トゥウェンティー・キュー）とは二十の質問という古典ゲームを元にしたコンピューターゲーム。1988年にRobin Burgenerによって開発された。ウェブ・ヴァージョンは20Q.netと呼ばれる。
玩具版が発売されており、アメリカでは2004年1月にRADICA社が、日本では2005年11月12日にバンダイが発売した。

## 概要
20Qは、プレイヤーが思い浮かべた「何か」について20問（ないし25問）の質問をする。プレイヤーが質問に答えることにより、20Qはそれが何であるかを推定する。

## 遊び方
プレイヤーは、最初に何か一般的な名詞（固有名詞以外）を思い浮かべる。20Qはプレイヤーが思い浮かべた物についてジャンルを問う1問と「はい・いいえ」で答えられる19問、計20問の質問を行う。プレイヤーは、それらの質問に順に答えていく。
質問に対する回答には、「はい」「いいえ」「ときどき」「わからない」の4つのボタンを用いる。ただし1問目だけはジャンルを問う質問なので、左右のボタンもしくは「はい」「いいえ」のボタンを使って「生き物」「植物」「鉱物」「その他」「わからない」の5つから当てはまる1つを選び回答する。
20問の質問への回答が終わると、20Qはプレイヤーが何を思い浮かべたのかを当てる。それが正解である場合は、「はい」ボタンを押すことで終了する。
不正解のときは「いいえ」ボタンを押す。すると20Qはさらに追加で5問の質問をするので、先ほどと同様にプレイヤーは4つのボタンで答える。追加の5問への回答が終わると、20Qは再びその何かを当てる。今度は、正解でも不正解でも質問終了となる。

## 玩具版
筐体は球を上下から押しつぶしたような形で、その大きさはおよそ7cm×7cm×5cmである。
アメリカでは累計400万個以上を売り上げている。
バンダイでは20Qの日本語版をWeb上で公開して多くの人にプレイしてもらい、そのデータを活用して商品化した。